# St. Wendelin (Haselbach in der Rhön)

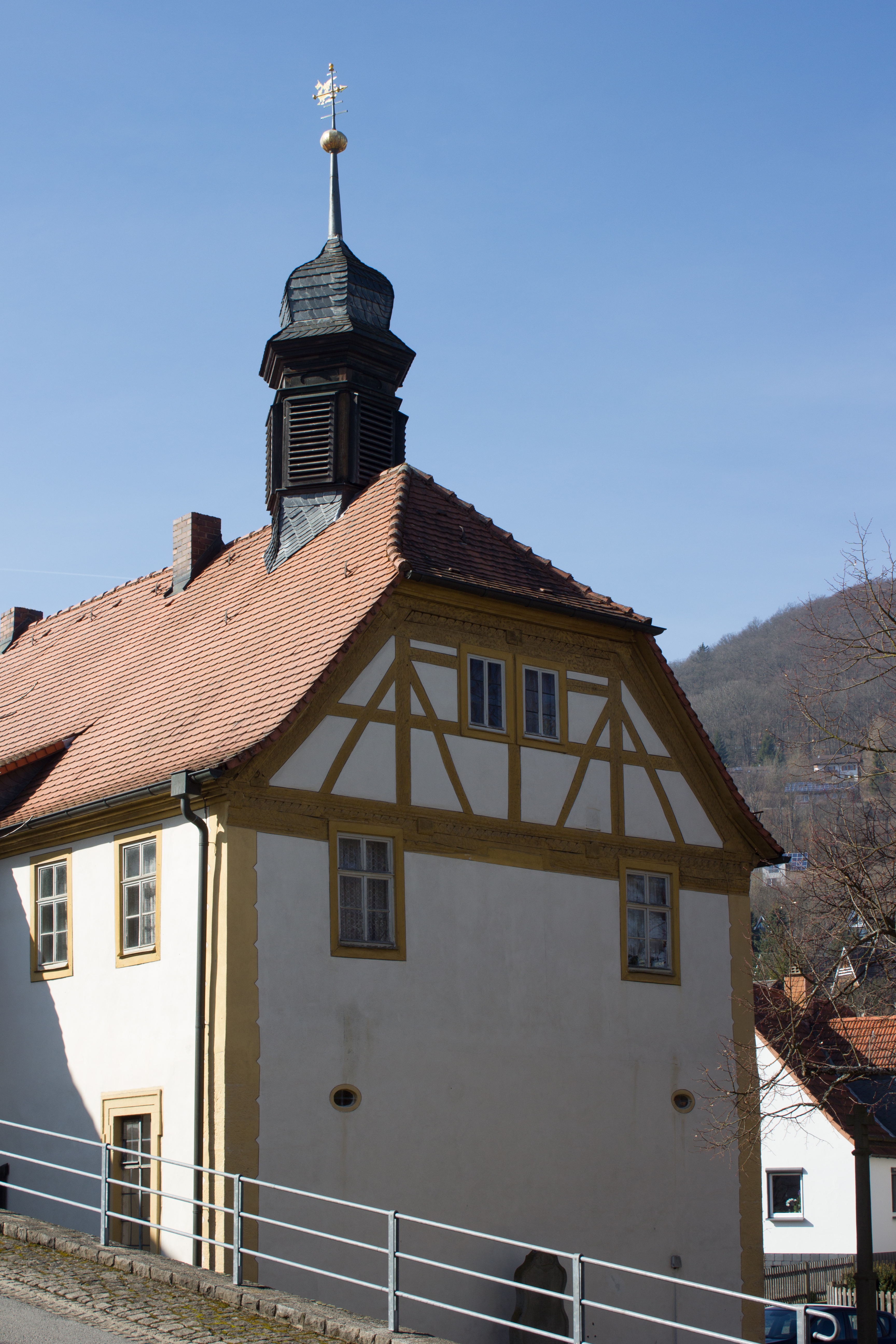
St. Wendelin (Haselbach in der Rhön)

Die römisch-katholische Filialkirche St. Wendelin steht in Haselbach in der Rhön, einem Gemeindeteil der Stadt Bischofsheim in der Rhön im unterfränkischen Landkreis Rhön-Grabfeld in Bayern. Das denkmalgeschützte Bauwerk wurde Mitte des 18. Jahrhunderts errichtet. Die Filialkirche St. Wendelin gehört zur Pfarreiengemeinschaft Am Kreuzberg (Bischofsheim an der Rhön) im Dekanat Bad Neustadt des Bistums Würzburg.

## Beschreibung
Die spätbarocke Saalkirche wurde 1739 im Erdgeschoss des östlichen Gebäudetraktes eines zweigeschossigen, traufständigen Wohngebäudes eingerichtet, das sie sich bis 1930 mit der einklassigen Volksschule und der Wohnung des Lehrers teilte. Aus dem Krüppelwalmdach erhebt sich ein achteckiger, schiefergedeckter, mit einer Zwiebelhaube bedeckter Dachreiter, der hinter den Klangarkaden den Glockenstuhl für die Kirchenglocke beherbergt. Über dem Portal befindet sich eine Plastik der Taufe Jesu. 
Das Altarretabel zeigt die Kreuzigung Jesu. Zu beiden Seiten des barocken Altars stehen farbig gefasste hölzerne Statuen des heiligen Sebastian und des heiligen Georg. An den Wänden hängen Bildtafeln der Kreuzwegstationen. An der Seitenwand steht eine Statue des heiligen Wendelin, des Schutzpatrons des Gotteshauses. Eine enge Treppe führt auf die kleine Empore.